# Lucio Quarantotto
Lucio Quarantotto (Venezia, 29 aprile 1957 – Venezia, 31 luglio 2012) è stato un cantautore e paroliere italiano.
È noto per essere l'autore del testo di Con te partirò, interpretata da Andrea Bocelli.

## Biografia
Esordisce nel 1982 con l'album Di mattina molto presto (Conveyor), di cui è autore dei testi e coautore delle musiche con Piercarlo D'Amato e con il quale vince due anni dopo la Targa Tenco come migliore opera prima. Si mette in luce per «una voce tagliente e "feroce" come poche altre in Italia».
L'album successivo, Ehi là. (Conveyor), esce nel 1986, «testi scavati fino all'osso, sempre detti-cantati con magica lentezza, addirittura con cautela, per la preoccupazione di far arrivare parola dietro parola».
Malgrado il buon successo di critica, i due album non riscuotono successo nelle vendite, anche per una certa ritrosia ad apparire in pubblico e in televisione.
Tra il 1988 e il 1990 nascono alcune canzoni, commissionate da Franco Battiato per il progetto di un mini LP: Viaggiando verso Jesolo (presentata al Cantagiro 1991), Tripoli, Pulito e Come le onde. Caterina Caselli include E se questa fosse l'ultima (cantata anche al concerto del primo maggio) nel suo disco Amada mia dello stesso anno. Esce l'album L'ultima nuvola sui cieli d'Italia, contenente 8 brani, presentato al premio Tenco di Sanremo il 25 ottobre 1990. Gli arrangiamenti e la produzione, a cura della Sugar Music della Caselli, sono di livello superiore ai precedenti, e nei ringraziamenti compaiono lo stesso Battiato e Giusto Pio, oltre ai soliti Piercarlo D'Amato e Francesco Sartori.
Da quel momento entra nella scuderia della Caselli come autore. Negli anni successivi diverse sue canzoni vengono rese celebri da altri artisti, tra cui Andrea Bocelli, per il quale ha scritto Canto della terra e Con te partirò (nella versione in inglese Time to Say Goodbye). Filippa Giordano presenta Amarti sì, di cui è coautore, al Festival di Sanremo 2002. Nel 1997 si vocifera di un duetto realizzato con i Marlene Kuntz inerente al brano I templi indù, notizia che tuttavia, come da successiva intervista al collaboratore Piercarlo D'Amato, non ha trovato ancora del tutto fondamento, rimanendo una leggenda metropolitana.

### Morte
Muore suicida martedì 31 luglio 2012 all'età di 55 anni, poco dopo mezzogiorno, gettandosi dal terzo piano del suo appartamento a Mestre, dove viveva con l'anziana madre; il funerale si tenne la mattina di venerdì 3 agosto nella chiesa di San Paolo Apostolo.

## Discografia
- 1982: Di mattina molto presto
- 1986: Ehi là.
- 1990: L'ultima nuvola sui cieli d'Italia